# Kościół Oskara Fryderyka w Göteborgu
Kościół Oskara Fryderyka w Göteborgu (szw. Oscar Fredriks kyrka) – kościół parafialny szwedzkiego kościoła ewangelicko-luterańskiego, położony w Olivedal, dzielnicy Göteborga, należący do parafii Oskar Fredriks församling.
Kościół został zbudowany na miejscu zwanym Dahlinska berget. Otrzymał wezwanie Oskara Fryderyka na cześć króla Oskara II Fryderyka Bernadotte, który odwiedził Göteborg w 1898 i uwiecznił swój pobyt wpisem do księgi pamiątkowej.
Do 1908 był kościołem parafialnym w Masthuggs församling. Kiedy nastąpił podział tej parafii, stał się kościołem parafialnym nowej jednostki administracyjnej pod nazwą Oscar Fredrik församling.
Kościół Oskara Fryderyka jest być może największym triumfem swego projektanta i szwedzkiego neogotyku, jeśli chodzi o wyobrażenia idealnego średniowiecza. Wznosi się niczym bajeczny zamek Walt Disneya pośród niewysokiej zabudowy robotniczej dzielnicy miasta.
Kościół ma status zabytku sakralnego według rozdz. 4 Kulturminneslagen (pol. Prawo o pamiątkach kultury) ponieważ został wzniesiony przed końcem 1939 (3 §).

## Historia i architektura

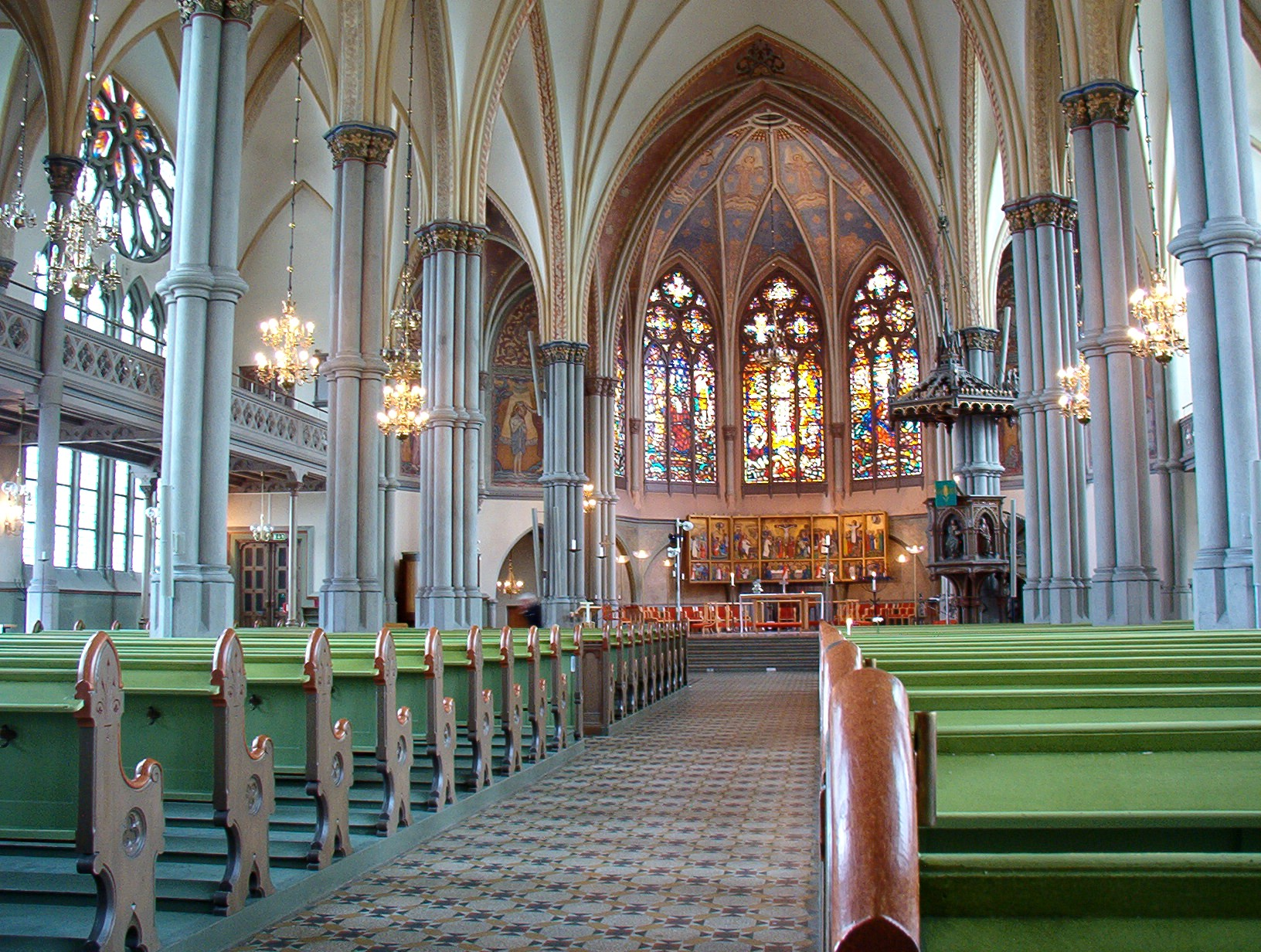
Wnętrze kościoła – widok na prezbiterium

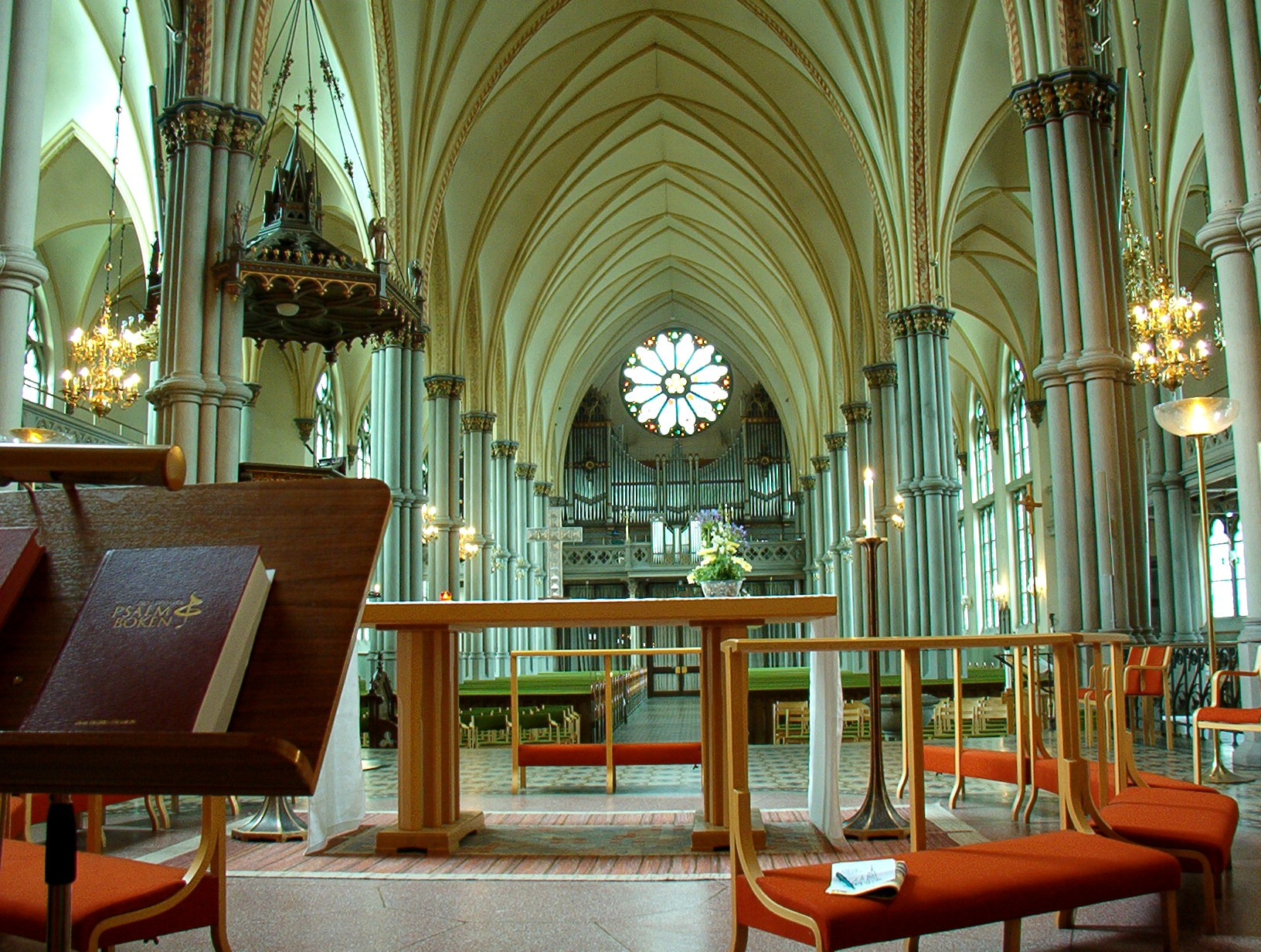
Wnętrze kościoła – widok na prospekt organowy

Kościół został zaprojektowany przez architekta Helgo Zettervalla a zbudowany przez F. O. Petersona. Koszt budowy kościoła wyniósł ok. 515000 koron. Stanowi on typowy przykład północnoeuropejskiego neogotyku ceglanego; podstawowym budulcem była bowiem czerwona cegła. Kościół miał pierwotnie 1685 miejsc siedzących.
Założenia architektoniczne odbiegają jednak od tradycyjnej formy świątyni gotyckiej, bowiem wieża kościelna, wysoka na 75 m usytuowana została z boku, pomiędzy korpusem a północnym ramieniem transeptu. Należy ona wciąż do najwyższych budowli Göteborga. Wieża ma fantazyjnie rzeźbione rzygacze, które odprowadzają wodę deszczową z jej spiczastego hełmu. Również prezbiterium jest zwieńczone wieżą – rozwiązanie niemal nieznane w sztuce gotyku.
Rozwiązaniom gotyckim zresztą Helgo Zettervall potrafił nadać indywidualny i pełen fantazji twórczej charakter; dotyczy to zarówno korpusu kościoła i wieńca kaplic w obejściu prezbiterium, jak i detali architektonicznych: drobnych krenelaży czy misternych, ostrołukowych okien.
Kościół Oskara Fryderyka był restaurowany trzy razy: w 1915, 1940 i 1974.
Równie fantazyjne jest utrzymane w zielonkawej tonacji trzynawowe, halowe wnętrze kościoła. Tu też odzwierciedlone zostało marzenie architekta i jego epoki o średniowieczu, wyrażone przy pomocy maszynowej cegły i żeliwa. Ten nastrój twórczy udzielił się również Albertowi Eldhowi, twórcy malowideł ściennych i gotyckich witraży oraz Erikowi Abrahamssonowi, Ivarowi i Larsowi Lindenkrantzom, twórcom stylizowanego na średniowieczną modłę ołtarza głównego z lat 40. XX w.

## Wyposażenie

### Organy
Organy na chórze mają 45 głosów i 3 manuały.
Organy w prezbiterium, zbudowane w 1953 przez Olofa Hammarberga, mają 6 głosów i można na nich grać zdalnie, z dużych organów na chórze.
- W 1893 firma Salomon Molander & Co. z Göteborga zbudowała pierwsze organy w kościele.
- W 1931 firma A. Magnusson z Göteborga rozbudowała organy na chórze do 38 głosów.
- W 1955 i 1969 firma Olof Hammarberg z Göteborga przebudowała organy.

Organy mają następującą dyspozycję:
| Hauptwerk II C-a³ | Rückpositiv I C-a³ | Schwellwerk III C-a³ | Pedalwerk C-g¹ |
| Gedacktpommer 16' Principal 8' Gedackt 8' Oktave 4' Spitzflöte 4′ Quinte 22/3′ Oktave 2' Kornett III-IV Mixtur VI-VIII Trompete 8´ | Gedackt 8' Principal 4' Koppelflöte 4' Waldflöte 2′ Larigot 11/3′ Sesquialtera II ch. 22/3′ + 13/5′ Scharf IV Rankett 16' Regal 8' Tremulant | Bordun 16’ Principal 8′ Fugara 8′ Rohrflöte 8’ Voix céleste 8’ Oktave 4' Querflöte 4’ Nasat 22/3′ Blockflöte2’ Oktave 1' Mixtur IV ch. Zimbel III ch. Fagott 16' Schalmei 8' Tremulant Crescendoschweller | Principal 16´ Subbass 16’ Quinte 102/3′ Oktavbass 8´ Gedackt 8´ Oktave 4´ Gedacktpommer 2´ Mixtur V ch. Kontrabassposaune 16´ Posaune 16' Trompete 8´ Zink 4'< br /> |

Połączenia klawiatur: I/P, II/P, III/P, I/II, III/II